# Gerhard Hennig (Theologe)
Gerhard Hennig (* 25. September 1938 in Stuttgart) ist ein deutscher evangelischer Theologe und Hochschullehrer.

## Leben und Wirken
Gerhard Hennig studierte Evangelische Theologie an den Universitäten Tübingen, Heidelberg, Bonn und Rom. Anschließend absolvierte er das Vikariat für den Dienst in der Evangelischen Landeskirche in Württemberg. 1965 promovierte er an der Universität Bonn, wo er zuvor einige Zeit als wissenschaftlicher Assistent tätig war. 1966 wurde er Diakonie- und Jugendpfarrer in Schwäbisch Hall, 1970 Pfarrer in Musberg. Seit 1972 war er Leiter des Lehrgangs für den Pfarrdienst und wurde 1981 Direktor des Evangelischen Pfarrseminars Stuttgart. Im Jahre 1989 wurde er Mitglied des Oberkirchenrats und war dort vor allem für die Ausbildung der Pfarrer und Diakone zuständig. Zugleich übernahm er einen Lehrauftrag an der Evangelisch-theologischen Fakultät der Universität Tübingen, die ihn 1995 als Nachfolger von Dietrich Rössler auf die Professor für Praktische Theologie berief. Dieses Amt hatte er bis 2003 inne. Über viele Jahre war Hennig Mitglied der Württembergischen Landessynode, außerdem Mitglied der EKD-Kommission, die sich der Revision der Luther-Bibel widmete.

## Veröffentlichungen (Auswahl)
- Cajetan und Luther. Ein historischer Beitrag zur Begegnung von Thomismus und Reformation (= Arbeiten zur Theologie. Reihe 2, Bd. 7). Calwer Verlag, Stuttgart 1966 (= Dissertation Universität Bonn).
- Ich bin nicht fromm wie Noah. Andachten und Gebete für jede Woche. Calwer Verlag, Stuttgart 1967 (5. Aufl. 1981, ISBN 3-7668-0677-7).
- Der Gottesdienst - Verkündigung oder Diskussion? Calwer Verlag, Stuttgart 1968.
- Zurück zur Sache! Grundlinien und Möglichkeiten einer evangelischen Reformation, dargestellt am Württembergischen Glaubensbekenntnis. Calwer Verlag, Stuttgart 1973, ISBN 3-7668-0401-4.
- Stärkt die Seelen! Grundlinien evangelischer Seelsorge und Seelsorgeausbildung. Calwer Verlag, Stuttgart 1981, ISBN 3-7668-0674-2.
- Der Evangelische Gottesdienst in Württemberg. Evangelischer Oberkirchenrat, Stuttgart 1989.
- Der Evangelische Predigtgottesdienst in Württemberg. Gesangbuchverlag, Stuttgart 2003, ISBN 3-931895-22-X.
- Sonntags ist Kirche. Der christliche Gottesdienst und seine evangelische Gestalt in Württemberg. Evangelische Sammlung in Württemberg, Ostfildern 2004.
- "Sonntags ist Kirche". [Studien zu Kirche, Gottesdienst und Seelsorge]. Calwer Verlag, Stuttgart 2008, ISBN 978-3-7668-4069-1.